# Campeonato Asiático de Futebol Sub-23
O Campeonato Asiático de Futebol Sub-23 é a principal competição organizada pela AFC para jogadores com idade até 23 anos. As três primeiras seleções se classificaram para as Olimpíadas de Verão nas edições de 2016, 2020 e 2024.

## Edições
| 2013 Detalhes | Omã         | Iraque         | 1-0       | Arábia Saudita | Jordânia  | 0-0 3-2 (Pên) | Coreia do Sul |
| 2016 Detalhes | Catar       | Japão          | 3-2       | Coreia do Sul  | Iraque    | 2-1 (Pro)     | Catar         |
| 2018 Detalhes | China       | Uzbequistão    | 2-1 (Pro) | Vietnã         | Catar     | 1-0           | Coreia do Sul |
| 2020 Detalhes | Tailândia   | Coreia do Sul  | 1-0 (Pro) | Arábia Saudita | Austrália | 1-0           | Uzbequistão   |
| 2022 Detalhes | Uzbequistão | Arábia Saudita | 2-0       | Uzbequistão    | Japão     | 3-0           | Austrália     |
| 2024 Detalhes | Catar       | Japão          | 1-0       | Uzbequistão    | Iraque    | 2-1 (Pro)     | Indonésia     |

## Títulos por país
| Team           | Campeão        | Vice-campeão   | Terceiro lugar | Quarto lugar   |
| -------------- | -------------- | -------------- | -------------- | -------------- |
| Japão          | 2 (2016, 2024) | –              | 1 (2022)       | –              |
| Uzbequistão    | 1 (2018)       | 2 (2022, 2024) | –              | 1 (2020)       |
| Arábia Saudita | 1 (2022)       | 2 (2013, 2020) | –              | –              |
| Coreia do Sul  | 1 (2020)       | 1 (2016)       | –              | 2 (2013, 2018) |
| Iraque         | 1 (2013)       | –              | 2 (2016, 2024) | –              |
| Vietnã         | –              | 1 (2018)       | –              | –              |
| Catar          | –              | –              | 1 (2018)       | 1 (2016)       |
| Austrália      | -              | -              | 1 (2020)       | 1 (2022)       |
| Jordânia       | –              | –              | 1 (2013)       | –              |
| Indonésia      | –              | –              | –              | 1 (2024)       |